# The Exies
The Exies é uma banda norte-americana de rock, de Los Angeles, Califórnia, formada em 1997. O nome "The Exies" é uma abreviação de The Existentialists. Em 2005, a banda teve sua canção "Hey You" presente no primeiro jogo da série Guitar Hero. Pouco tempo depois, os The Exies tiveram sua música "Lay Your Money Down" presente no jogo WWE SmackDown vs. Raw 2009.

## Integrantes

### Formação atual
- Scott Stevens - vocal, guitarra (1997 - presente)
- Freddy Herrera - baixo, vocal (1997 - presente)
- Chris Skane - guitarra, vocal (1997, 2006 - presente)
- Hoss Wright - bateria, percussão (2007 - presente)

### Ex-membros
- Thom Sullivan - bateria (1997 - 2001)
- David Walsh - guitarra (1997 - 2006)
- Eric Briggs - guitarra (1999 - 2000)
- Dennis Wolfe - bateria (2002 - 2006)

## Discografia

### Álbuns de estúdio
- 2000: The Exies
- 2003: Inertia
- 2004: Head for the Door
- 2007: A Modern Way of Living with the Truth

### Singles
| Ano  | Título da canção                          | Posição no ranking | Posição no ranking | Posição no ranking | Álbum                                                     |
| Ano  | Título da canção                          | US Hot 100         | US Modern Rock     | US Mainstream Rock | Álbum                                                     |
| ---- | ----------------------------------------- | ------------------ | ------------------ | ------------------ | --------------------------------------------------------- |
| 2002 | "My Goddess"                              | -                  | #26                | #20                | Inertia                                                   |
| 2003 | "Kickout"                                 | -                  | -                  | -                  | Inertia                                                   |
| 2004 | "Ugly"                                    | -                  | #13                | #11                | Head for the Door                                         |
| 2005 | "What You Deserve"                        | -                  | -                  | #40                | Head for the Door                                         |
| 2005 | "Hey You"                                 | -                  | -                  | -                  | Head for the Door                                         |
| 2007 | "Different Than You"                      | -                  | -                  | #27                | A Modern Way Of Living With The Truth                     |
| 2007 | "God We Look Good (Going Down in Flames)" | -                  | -                  | -                  | A Modern Way of Living with the Truth (iTunes re-release) |
| 2008 | "These Are The Days"                      | -                  | -                  | -                  | A Modern Way Of Living With The Truth                     |